# 101e bataillon SS Panzer
La Schwere SS-Panzer-Abteilung 101 (littéralement : « 101e bataillon SS de chars lourds »), abrégée s.SS-Pz. Abt. 101, était une unité allemande de Waffen-SS. Cette unité d'élite indépendante est équipée du nouveau Tigre I. Elle est attachée à la 1re Panzerdivision SS Leibstandarte Adolf Hitler. Après l'intégration de nouveaux chars lourds Tigre II à la fin 1944, le bataillon devient le 501e bataillon SS de chars lourds (Schwere SS-Panzer-Abteilung 501).

## Histoire

### Naissance
Le bataillon est créé le 19 juillet 1943 lors de la création du 1er SS-Panzerkorps, qui intégrera aussi la 13e compagnie de SS-Panzer-Regiment 1. Rattachée à la  SS-Panzergrenadier-Division Leibstandarte SS Adolf Hitler, elle fut envoyée en Italie le 23 août 1943 où elle demeura jusqu'à la mi-octobre. La première et deuxième compagnies furent alors envoyées sur le front Est alors que le reste de l'unité demeura à l'Ouest.

### Bataille de Normandie
En prévision de l'invasion en Europe de l’Ouest par les Alliées, des éléments du bataillon qui se trouvaient à l'Est reçurent pour ordre de se déplacer vers l'Ouest en avril 1944.  Le 1er juin 1944, le bataillon, qui se trouvait près de Beauvais, au nord-ouest de Paris, était composé de 45 Tigre, dont 37 sont en état de marche et 8 en réparation. Le 6 juin 1944, l'ordre arrive de se rendre en Normandie afin de contrer le débarquement allié. Retardé par les attaques de l'aviation alliée, le bataillon ne fut finalement engagé que le 12 juin. Après des semaines de combats, dont la fameuse bataille de Villers-Bocage au cours de laquelle le bataillon du SS-Untersturmführer Michael Wittmann se distingua en stoppant pratiquement seul une percée de blindés britanniques. Le bataillon ne comptait plus que 30 chars lourds Tigre.
Les nouveaux chars Tigre II vinrent remplacer les vieilles unités qui furent retirées du front. Le 7 août 1944, la division basée en Normandie comptait 25 Tigres, dont 21 toujours opérationnels. Le bataillon perdit quasiment tous ses chars au cours de l'attaque de la poche de Falaise et de la retraite allemande de France.

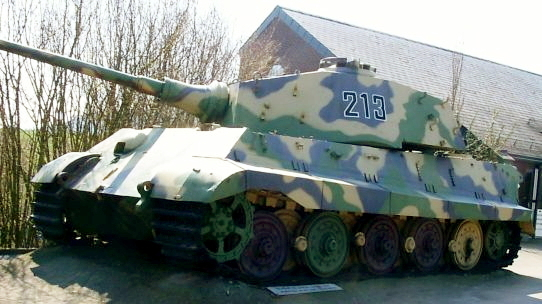
Char Tigre II abandonné par le Schwere SS-Panzer-Abteilung 501 à La Gleize en décembre 1944

Des chars Tigre II vinrent rejoindre les troupes restantes. Le 22 septembre, le bataillon fut redessiné pour former la Schwere SS-Panzer-Abteilung 501.  En décembre 1944 il est attaché au Kampfgruppe Peiper et participe à la bataille des Ardennes.  Il y perd la totalité de ses Tigre II lorsqu'il est encerclé dans la poche de La Gleize.

## Liste des commandants successifs
| Début           | Fin             | Grade              | Nom                   |
| --------------- | --------------- | ------------------ | --------------------- |
| 19 juillet 1943 | 8 novembre 1943 | SS-Sturmbannführer | Heinz von Westerhagen |
| 8 novembre 1943 | 13 février 1944 | SS-Obersturmführer | Otto Leiner           |
| 13 février 1944 | 20 mars 1945    | SS-Oberführer      | Heinz von Westerhagen |
| 20 mars 1945    | 8 mai 1945      | SS-Sturmbannführer | Heinrich Kling        |

Source : http://pagesperso-orange.fr/did.panzer/Tigres_SS.html